# Ciclina B3
La ciclina B3 (CCNB3) es una proteína codificada en los humanos por el gen CCNB3. La ciclina B3 pertenece a la familia de las ciclinas, con una secuencia conservada entre organismos eucariotas, incluyendo gallinas, nemátodos e insectos. Como todos los miembros de la familia, la ciclina B3 forma complejos con quinasas dependientes de ciclina y esta unión permite controlar no solo el inicio sino regular la progresión a través del ciclo celular. La ciclina B3 forma complejos específicamente con cdk2, que es el principal modulador del ciclo celular por medio de su capacidad de fosforilación.

## Función
La ciclina B3 en humanos interactúa con cdk2, se localiza en el núcleo, y se degrada durante la entrada a la anafase posterior a la degradación de la ciclina B1. Esta degradación depende de secuencias conservadas en un dominio en el gen específico para su destrucción. El patrón de expresión de la ciclina B3 en mamíferos sugiere que puede ser importante para eventos que ocurren antes y durante la mitosis. La ciclina B3 en nemátodos es requerida durante una serie de eventos de la finalización de la división meiótica del núcleo de ovocitos, la migración del pronúcleo, la maduración del centrosoma, la condensación de los cromosomas mitóticos y la transición metafase-anafase.

### Ciclo celular
Aun cuando la ciclina B3 tiene algunas de las características esenciales de las secuencias de otras ciclinas tipo B, también comparte un número de similitudes con las secuencias clásicas de las ciclinas de tipo A. Tanto las ciclinas A y de tipo B aparecen de manera súbita en las fases S y G2 del ciclo celular y son eliminadas por destrucción proteolítica rápida durante la mitosis. La transición de la fase G2 a la mitosis está básicamente controlada por ciclinas del tipo B. En los mamíferos hay dos proteínas de la ciclina B bien caracterizadas, la ciclina B1 y la ciclina B2. El descubrimiento de un gen para la ciclina B3 humana es más reciente. En contraste con el patrón de expresión de otras ciclinas del tipo B, la ciclina B3 se expresa en las fases S y G2/M, así como también en los estadios G0 y G1 del ciclo celular. La ciclina B3 humana se expresa en diferentes variantes. Una isoforma permanece en el citoplasma, mientras que la otra variante se transloca al núcleo. Este transporte al núcleo depende de tres señales de localización nuclear no clásicas y autónomas que previamente no habían estado asociadas con la translocación nuclear de este tipo de proteínas. Como otras ciclinas, la B3 hace complejo con cdk2, pero esta asociación, a diferencia de otras ciclinas, no muestra ninguna actividad quinasa. Además, una versión resistente a la degradación de la ciclina B3 puede detener las células en las fases G1 y G2. Por su presencia en cantidades significativas en células en reposo y en la fase G1, es posible que la ciclina B3 sea un factor dominante de regulación negativa en competencia con las ciclinas activadoras de las fases G0 y G1 del ciclo celular.

### Mitosis
Aun cuando no se conoce con exactitud cuales son los mecanismos que controlan los tiempos para la progresión mitótica, se sabe que las Ciclinas B son ciclinas mitóticas, es decir, tienen influencia en la progresión celular hacia la mitosis. Cuando en ratones se eliminan las ciclinas A y B, resultan líneas celulares que avanzan a la mitosis con tan sólo las ciclinas B3. La anafase de estas línease celulares nulas para A y B pero no para B3 tiende a iniciarse antes de la acostumbrada alineación de los cromosomas. Más aún, en tales líneas celulares, con mitosis constituidas por solo ciclinas B3, la activación del huso acromático inducida por colchicina es incapaz de destruir las ciclinas B3, ni desalinear los cromosomas, ni reensamblar la envoltura nuclear. La inyección de proteínas ciclina B restaura en estas células la capacidad del huso en evitar la destrucción de ciclina B3. Por lo tanto, la función del huso mitótico depende de determinados tipos de ciclina incluyendo la ciclina B3. Cambios en los niveles de ciclina B3 muestran que tiene la capacidad de acelerar el progreso de la anafase, incluso en ausencia de los eventos relacionados con el huso acromático. Otras combinaciones en las mutaciones de estas ciclinas producen patrones que sugieren que existe un factor de cooperación entre la ciclina B3 y otras ciclinas B y A durante la progresión del ciclo celular.
Por su parte, la sobreexpresión de ciclina B3 no degradable interrumpe la anafase tardía de la mitosis. En concentraciones más altas interfiere con la progresión a través de la fase G1 y la entrada en la fase S. Tanto el ARN mensajero como la proteína de la ciclina B3 humana se detectan durante el desarrollo de las células germinales en el testículo humano y no en otros tejidos. La ciclina B3 también promueve la función de la dineína durante la mitosis. Al aumentar o disminuir la actividad de la dineína genéticamente, se acentúan o corrigen respectivamente, los defectos dependientes de la ciclina B3 durante la progresión del ciclo celular.